# Хары-бюльбюль (символ)

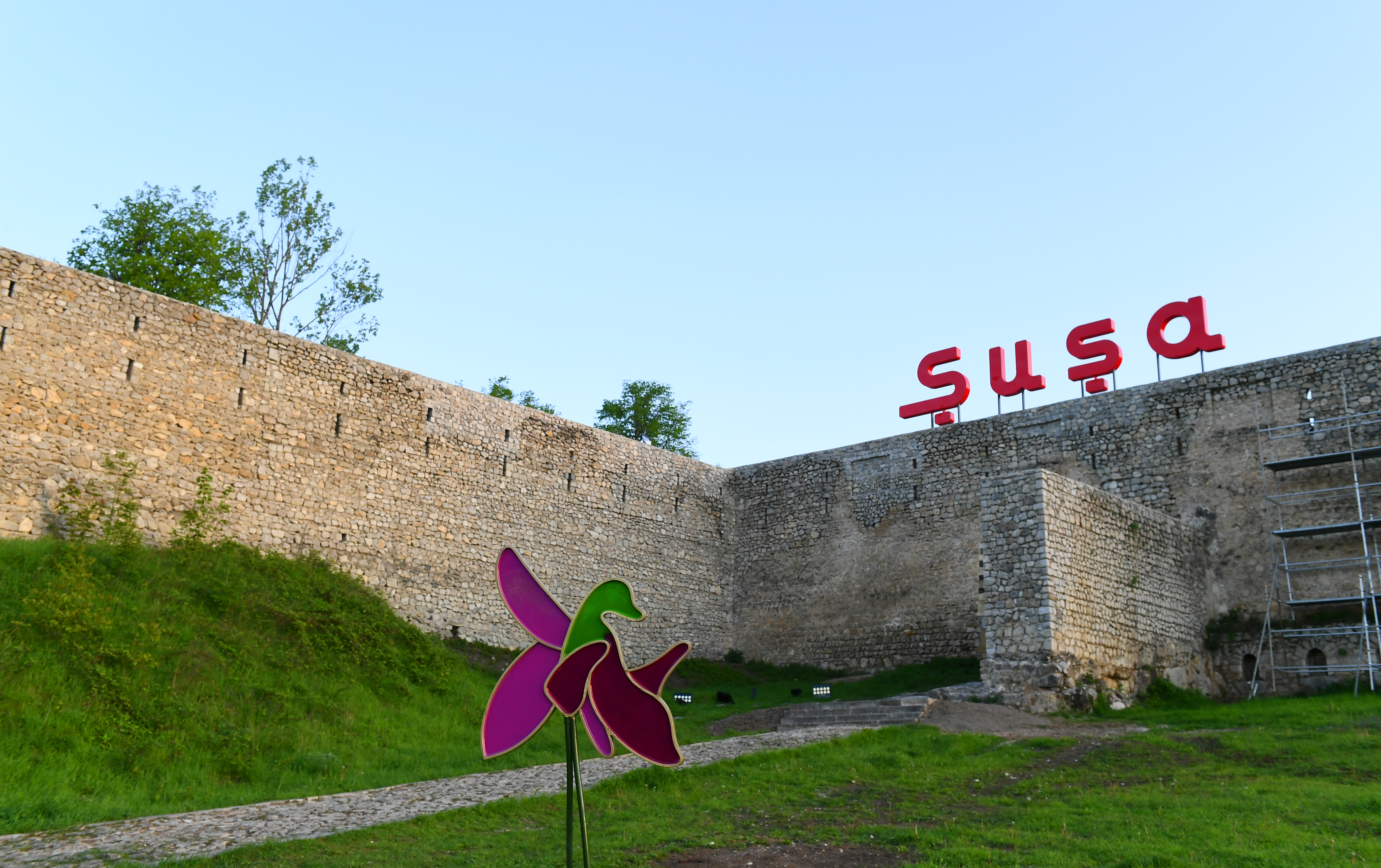
Символ «Хары-бюльбюль» перед воротами Шушинской крепости

Хары-бюльбюль (азерб. Xarıbülbül) — символ в виде цветка Хары-бюльбюль. Принят в Азербайджане как символ памяти о воинах, погибших во Второй карабахской войне, а также известен как символ победы азербайджанской армии.

## История
Растение, издавна именуемое в Азербайджане Хары-бюльбюль, называют также Офрис кавказская. Вероятно, в Азербайджане так именуют все виды рода Офрис. Этот цветок широко распространён в Шуше и прилегающих районах, особенно в Карабахе.

## Превращение в символ

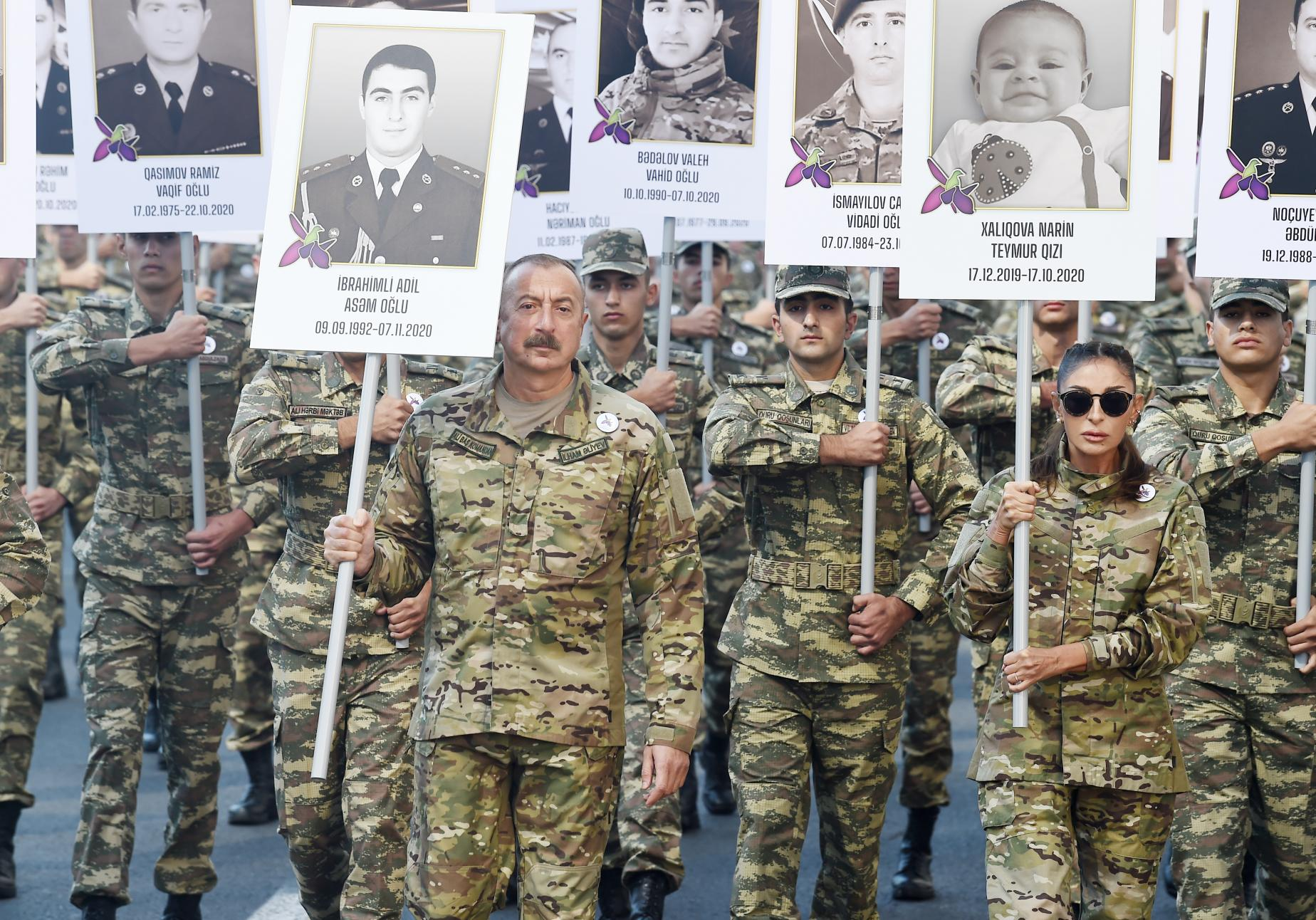
Шествие в Баку в память о погибших во время Второй карабахской войны в «День памяти». На фотографии каждого погибшего изображён символ «Хары-бюльбюль»

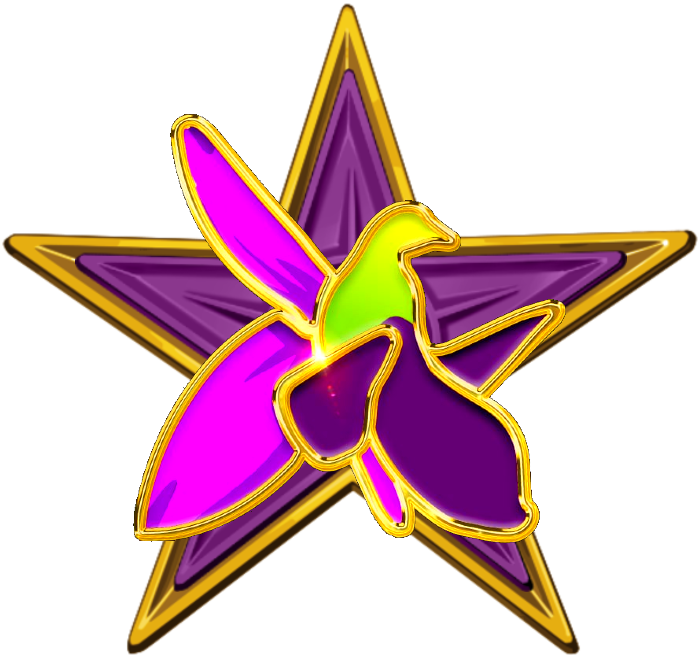
Символ «Хары-бюльбюль»

В память об азербайджанских военных, которые погибли во Второй карабахской войне, длившейся с 27 сентября по 10 ноября 2020 года, в социальных сетях стал широко распространяться символ Хары-бюльбюль. Постепенно он стал символом победы азербайджанской армии.
Впоследствии символ стал использоваться людьми повсеместно, что вызывало неоднозначную реакцию у жителей Баку. По словам поэта Сабира Рустамханлы, применять символ «Хары-бюльбюль» в качестве аксессуара следует уважительно, с тактом, учитывая, что он «символизирует память о павших за Родину». Этот символ, подчёркивает поэт, очень много значит для азербайджанского народа, и его надо носить на груди, на сердце, а «не наносить на носки или салфетки».